# إيرني هولمز
إيرني هولمز (بالإنجليزية: Ernie Holmes)‏ هو لاعب كرة قدم أمريكية أمريكي، ولد في 11 يوليو 1948 في Jamestown, Texas ‏ في الولايات المتحدة، وتوفي في 17 يناير 2008 في بومونت في الولايات المتحدة.

## وصلات خارجية
- إيرني هولمز على موقع قاعدة بيانات المصارعة على الإنترنت (الإنجليزية)
- إيرني هولمز على موقع IMDb (الإنجليزية)
- إيرني هولمز على موقع قاعدة بيانات الفيلم (الإنجليزية)